# Cobertura mediática de la bisexualidad

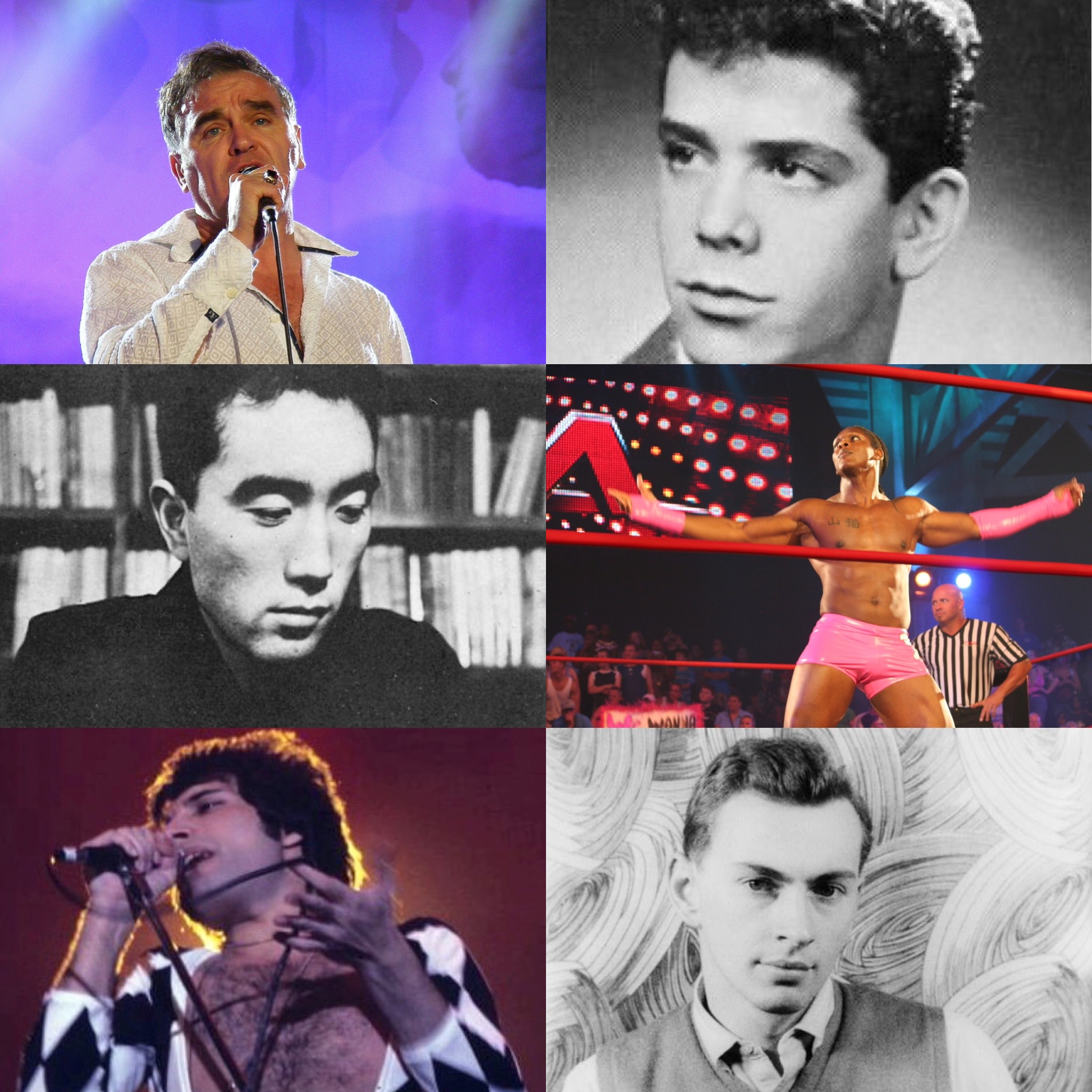
Algunos hombres bisexuales de interés: Morrissey, Lou Reed, Yukio Mishima, Orlando Jordan, Freddie Mercury y Gore Vidal.

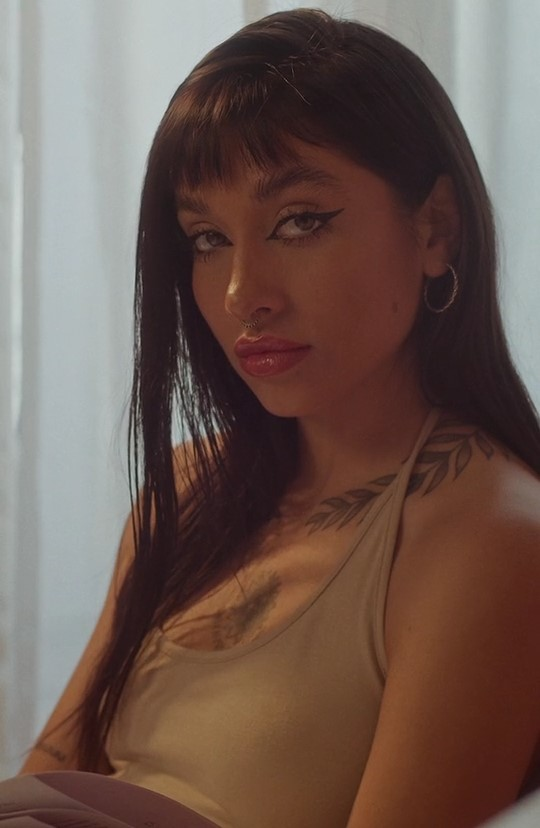
María Becerra, cantante y compositora bisexual.

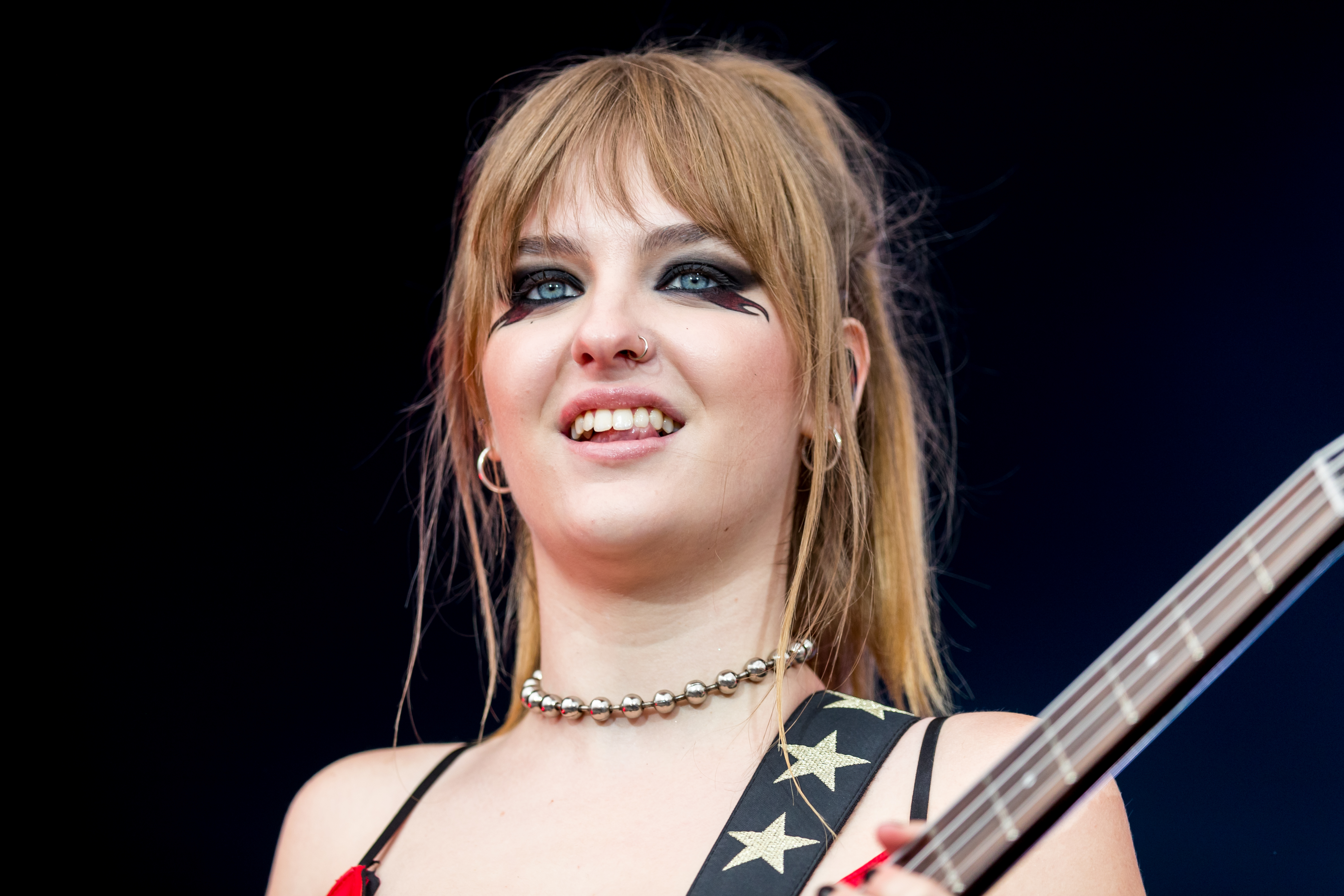
Victoria De Angelis, bajista del grupo Måneskin.

La aparición de personas abiertamente bisexuales en los medios de comunicación de masas refleja, de forma deliberada o no, la aceptación y percepción de la bisexualidad en una sociedad. A lo largo de la historia, numerosos personajes bisexuales han aparecido en obras de arte y productos de entretenimiento, con casos en el cine, la televisión, dibujos animados, anime, videojuegos y cómics, junto con medios e comunicación más tradicionales, como la literatura, la radio o la prensa escrita.
La bisexualidad es la orientación sexual de las personas que se sienten atracción romántica o sexual hacia personas distintos géneros, históricamente, hacia tanto hombres como mujeres. Los prejuicios han llevado a estigmatizar o evitar evocarla en los medios de masas occidentales. A pesar de ello, ha habido personajes bisexuales en el arte desde hace muchos años, sobre todo en el mundo de la animación y el anime. Desde entonces, las apariciones de la bisexualidad han aumentado con y se han normalizado, dejando progresivamente atrás los estereotipos ofensivos. Aun así, estas siguen siendo marginales en la industria del espectáculo americana, europea o japonesa, incluso si la comparáramos con las representaciones de gais y lesbianas.

## Cine

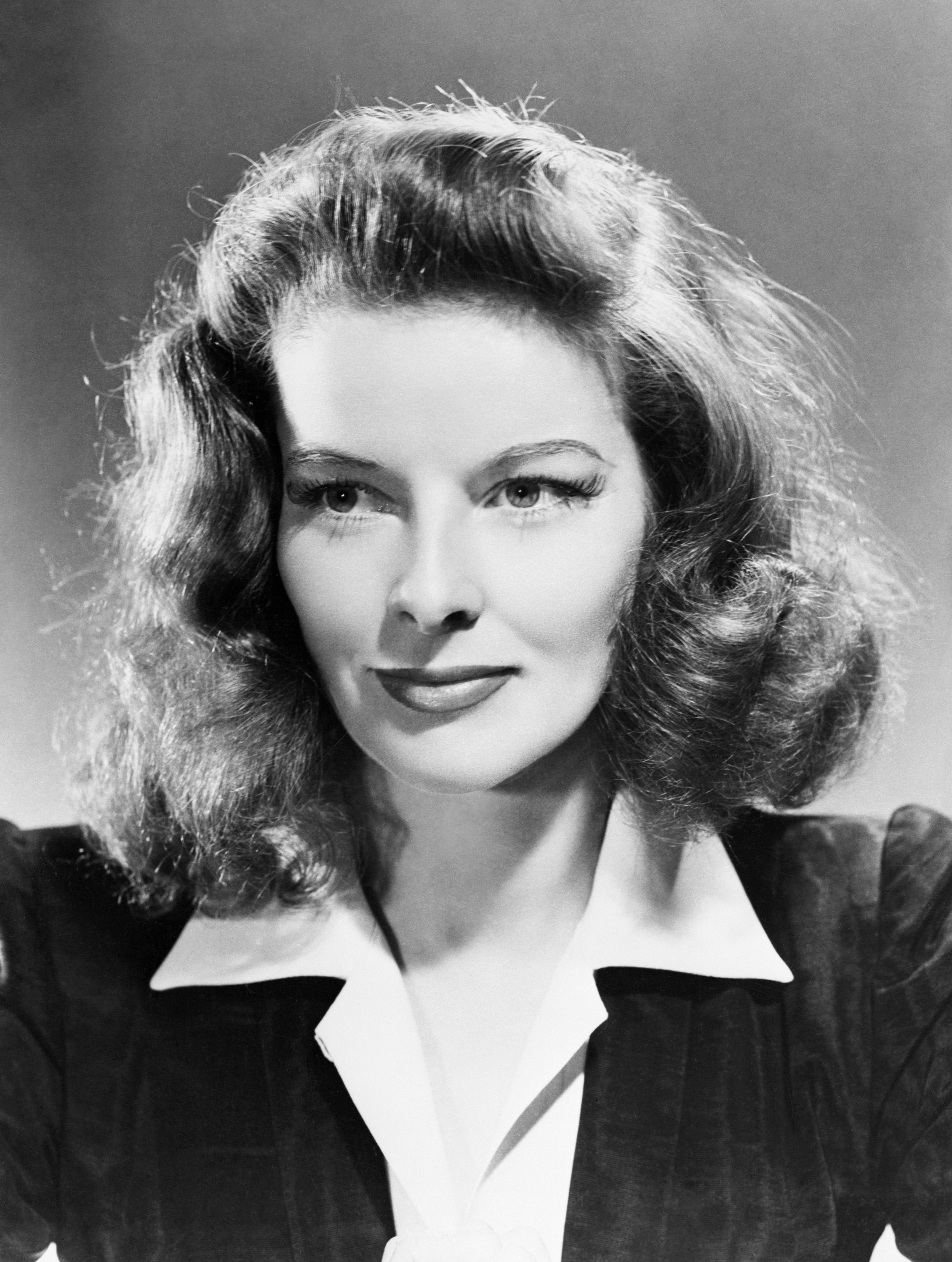
Katharine Hepburn, actriz estadounidense. Recibió cuatro premios Óscar a la mejor actriz.

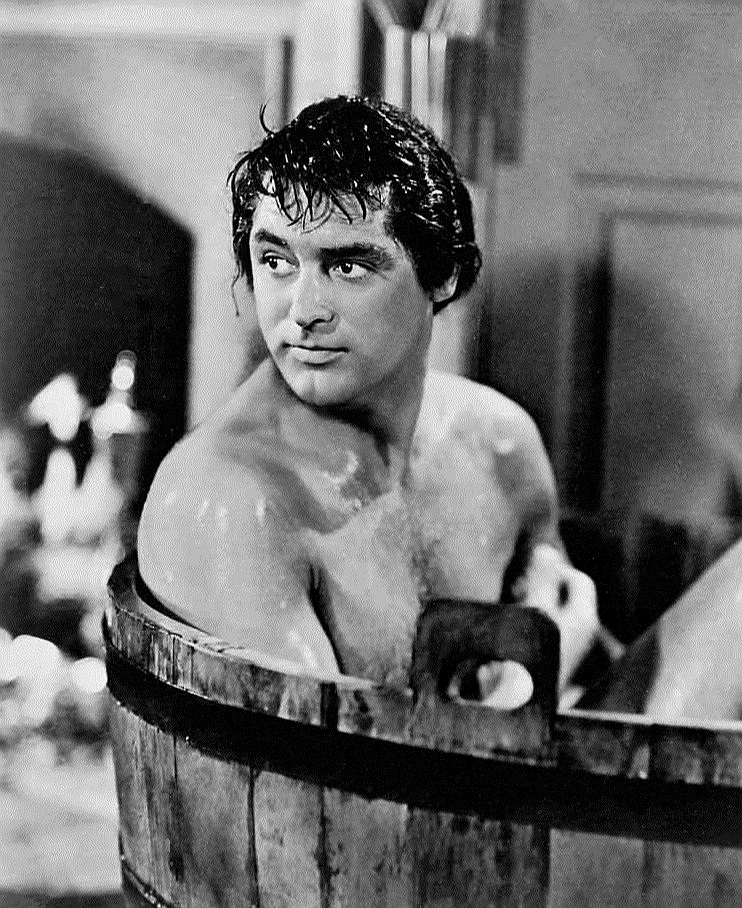
Cary Grant en The Howards of Virginia.

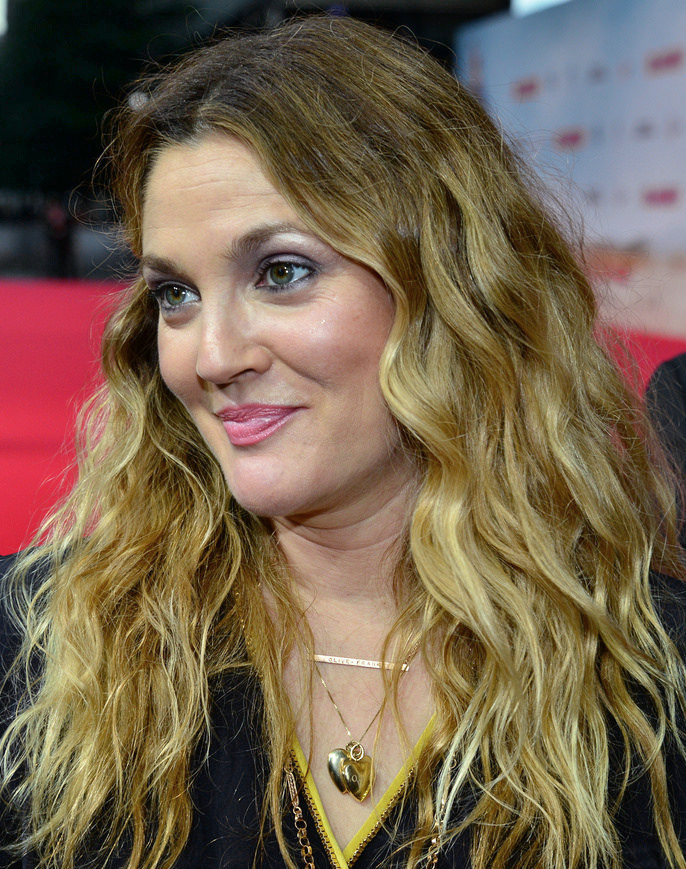
Drew Barrymore, actriz que interpretó a Hiedra Venenosa.

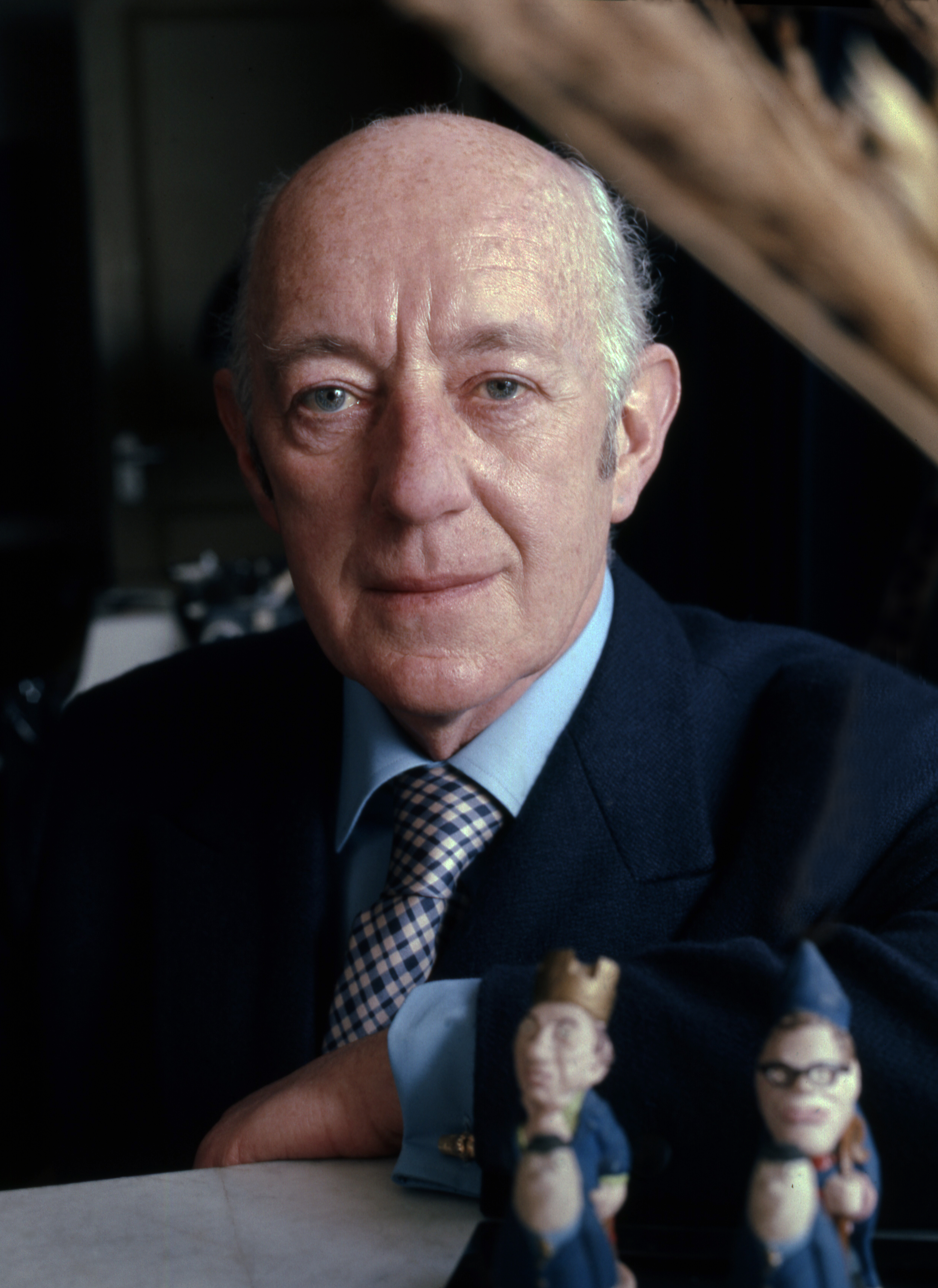
Sir Alec Guinness, conocido actor de cine y teatro.

En un informe de 2002 en el que se analizaba la bisexualidad en distintas formas de entretenimiento, concretamente el cine, televisión y la industria musical, el GLAAD criticó la trayectoria de la Industria cinematográfica de Estados Unidos en Estados Unidos en lo que respecta a la representación e inclusión de la bisexualidad. El informe afirma que cuando los directores tienen la oportunidad de incluir contenido bisexual, este a menudo «se elimina de las novelas en las que se basan las películas», se elimina de los guiones originales cuando comienza el rodaje o bien se decide omitir durante la posproducción.
El informe también pone como ejemplos positivos las películas Flirting With Disaster (1996), Mi Idaho privado (1991), El color púrpura (1985), French Twist (1995), Rocky Horror Picture Show (1975), y Henry & June (1990) por ser «justa, precisa e inclusiva» en lo que respecta a los personajes bisexuales. Sin embargo, como ejemplo negativos cita Instinto Básico (1992), que describe como «uno de los peores ejemplos de bifobia jamás puestos en pantalla».
Otras clásicos como mientras Inside Daisy Clover (1965) y Espartaco (1960) son ejemplos de la decisión de eliminar de escenas con contenido bisexual. Instinto básico también recibió críticas bisexuales por asociar esa orientación a un asesino psicópata.
En 2005, la web Out Films hizo una lista de 10 películas de Hollywood que, en su opinión, tenían la mejor representación bisexual.Aparte de My Own Private Idaho, que GLAAD había incluido en su informe, el sitio enumeraba otras nueve películas: Kissing Jessica Stein (2001), De-Lovely (2004), Gotas de agua sobre piedras calientes (2004), Sunday, bloody sunday (1971), Midnight Cowboy (1969), Kinsey (2004), Cabaret (1972), Y tu mamá también (2001), y Midnight Express (1978).
En 2018, el British Film Institute argumentó que los bisexuales a menudo no se exploran en el cine, con los peores ejemplos de películas que son «francamente remilgadas cuando se trata de la bisexualidad de sus personajes». Señalaron que este era el caso de películas como Alejandro (2004), Caligula (1978) y Skyfall (2012), y añadieron que si se buscan ejemplos de mujeres bisexuales, estas son «aún menos visibles en las películas de Hollywood» aparte de Young Man with a Horn (1950). Por ello, el BFI criticó las representaciones en películas como La zorra (1967) y Gia (1998). También incluye otros ejemplos que no serían bisexuales «en el sentido convencional» de personajes que frutan de «sexo con hombres y mujeres» como Geschlecht in Fesseln (1928), Las ciervas (1968), Theorem (1968), Score (1974), El comediante (2012), y Comportamiento apropiado (2014). Ese mismo año, Ariel Sobel, en un artículo de The Advocate, elogió a Rooney Mara en The Girl with the Dragon Tattoo (2011) por retratar a «la superheroína queer definitiva» que es Lisbeth Salander.
En febrero de 2020, pride.com afirmó que mientras las empresas «parecen contentas de vivir en sus mundos heteronormativos», otras fuentes informaron de que Sony estaba creando una película de acción real con un Spider-Man bisexual y con un novio.La aparición de una estética específicamente asociada a la bisexualidad comienza en a partir de 2014, asociada a tropos como el de la iluminación bisexual.
En septiembre de 2020, Zachary Zane y Adrianna Freedman concluyeron en un artículo en Men's Health que «no es fácil encontrar una película con personajes bisexuales», siendo casi imposible encontrar una «que ofrezca un retrato positivo y fidedigno de la bisexualidad», calificando la situación de «terrible para las personas bisexuales».
El artículo también señalaba 16 películas que han hecho un buen «o al menos decente» trabajo a la hora de representar la bisexualidad, Añadiendo a lista algunas nuevas como Atomic Blonde (2017), Booksmart (2019), Call Me by Your Name (2017), Imagine Me & You (2005), Brokeback Mountain] (2005), Behind the Candelabra (2013), Colette (2018) y Dare] (2009). Una de estas películas seleccionadas, Bohemian Rhapsody] (2018), fue criticada por su retrato de la sexualidad de Freddie Mercury.Destacarían Persiguiendo a Amy (1997) por su The Advocate por su «exploración de la política sexual» y de los problemas que encuentran las mujeres bisexuales en relaciones con hombres. La misma revista argumentó que Frida (2002) da un buen ejemplo de como dar visibilidad a un aspecto poco conocido de la artista mexicana Frida Kahlo.
Respecto a cine latinoamericano, se encuentran también algunas películas de referencia como Y tu mamá también (2001), que cuenta la historia de dos amigos que viven una sorprendente relación homoerótica mientras persiguen a la misma mujer, lo que les lleva a separarse. Glue (2006) cuenta una historia similar de amigos adolescentes en una banda punk salvo que tras conocer a la chica, los tres exploran juntos las drogas y el sexo.Finalmente, Plan B (2009) cuenta la historia de Bruno, busca vengarse de su exnovia intentando seducir a su nuevo novio.
En 2021, Marya E. Gates de Nerdist reafirmó que la bisexualidad sin ambigüedades es rara en el cine y algunas de las películas ates citadas «no lo consiguieron», sugiriendo que hay muy pocos ejemplos de bisexualidad que fueran explícitos y genuinos, señalando como buenos ejemplos Appropriate Behavior (2014), Moonlight (2016) y Shiva Baby (2020).
En diciembre de 2020, Apoorva Nijhara examinó la bisexualidad en las películas de Bollywood, señalando las que tenían una representación positiva o negativa. Sus xonclusiones son que Bollywood no ha tratado en absoluto de paliar el estigma contra las personas bisexuales, afirmando que «la bisexualidad pasa a ser el tema menos explorado cuando se trata de Bollywood», citando Fire (1996), Dedh Ishqiya (2014) y Padmaavat (2018) como ejemplos de mala representación. Sin embargo, también destaca temas bisexuales positivos en Honeymoon Travels Pvt. Ltd. (2007) y Margarita with a Straw (2014), calificando esta última película como la «única película que realmente ha mostrado impecablemente la bisexualidad».

## Televisión
En 2003, GLAAD concluyó que sólo había habido «unos pocos personajes bisexuales en televisión». El informe citaba como primer ejemplo a Steven Carrington en la telenovela, Dynasty (1981-1989) que«tuvo una larga relación amorosa con Luke» pero se casó, tuvo un hijo y más tarde vivió con su antiguo amante, Bart. El mismo informe también citaba a C.J. Lamb, interpretada por Amanda Donohoe, en el drama de la NBC L.A. Law (1986-1994), y a Nancy, interpretada por Sandra Bernhard en Roseanne (1988-2018), como bisexuales, calificando a esta última como «probablemente la representación más reciente de la bisexualidad.» El informe concluía que, si bien los personajes bisexuales habían sido populares en los programas de televisión, llegando incluso a subir los índices de audiencia, «en la actualidad no hay personajes bisexuales en el horario de máxima audiencia», suponiendo que esto es así porque las cadenas televisivas han «optado por ignorar la bisexualidad en las tramas de sus programas».
En 2015, Eliel Cruz, escritora de la revista Slate, alabó la serie American Horror Story por su representación bisexual con Ramona Royale, que en la historia se enamora de «La Condesa» y masntarde de un hombre. También menciona el ejemplo de Liz Taylor, camarera trans del Blue Parrot Lounge que tras un matrimonio con una mujer sale del armario y se enamora de un modelo masculino. También está el caso de Will Drake, propietario del Hotel Cortez que dijo ser bisexual en un episodio.Cruz calificó esto como algo único, puesto que a diferencia de los personajes de lesbianas y gais, «los personajes bisexuales rara vez dicen la palabra bisexual en televisión». En efecto, en la lista de películas citadas en informes como los de GLAAD, la gran mayoría de los personajes nunca usan la palabra bisexual.
En 2018, The Advocate señalaba cinco series de televisión por tener una representación bisexual positiva: The Good Wife (Kalinda Sharma), Game of Thrones (Oberyn Martell), Grey's Anatomy (Callie Torres), House of Cards (Frank Underwood), y How to Get Away with Murder (Annalise Keating).
En 2019, Madison Lennon, de Screen Rant, explicó que, si bien puede ser difícil encontrar personajes bisexuales que no caigan presa de estereotipos ofensivos, han visto «algunas representaciones geniales de la bisexualidad a lo largo de los años».Esta señala los ejemplo de Max en Black Sails, de Nico Minoru en Runaways, Clarke Griffin en The 100 y Rosa Diaz en Brooklyn Nine-Nine.Ilana Wexler en Broad City, Sara Lance en Arrow y Legends of Tomorrow, Magnus Bane en Shadowhunters, Lucifer Morningstar en Lucifer, y Miles Hollingsworth BiII en Degrassi: The Next Generation.
Durante el especial de HBO Home Videos el cómico y director Jerrod Carmichael habló sobre su sexualidad, revelando que ha tenido relaciones tanto con hombres como con mujeres.
En 2021, Nerdist Marya E. Gates escribió que a pesar del hecho que la representación bisexual a menudo seguía conteniendo mucha bifobia, la representación había aumentado y mejorado. Cita como ejemplos las series Hannibal (2013), Crazy Ex-Girlfriend (2015), Jane the Virgin (2019) y Schitt's Creek (2020).
Alejandose del cine amricano, la película autobiográfica Les Nuits fauves ganó el César a la mejor película tres días después de la muerte en 1992 a causa del sida de su director y escrito, el bisexual Cyril Collard. La película desempeñó un papel importante en la concienciación respecto a la epidemia.

## Música

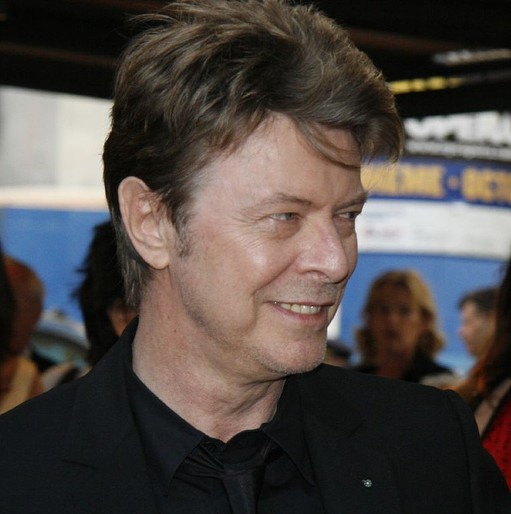
David Bowie, cantante, compositor y actor inglés en 2006.

En 2003, GLAAD publicaría un informe respecto a la representación bisexual en la industria musical, señalando que la bisexualidad en la música «ha sido frecuente... remontándose al menos a los años veinte y treinta» y dando como ejemplo de músicos como Bessie Smith y Josephine Baker, junto con Elton John, Janis Joplin y David Bowie en los años sesenta y setenta. Su informe señalaba que en la década de 1990 «más hombres y mujeres bisexuales de la industria» salieron del armario, incluidos artistas como Ani DiFranco, Tom Robinson, Jill Sobule, Joan Osborne, Sophie B. Hawkins y Me'Shell Ndgeocello. El informe predijo que esto abriría las puertas para que «otros artistas salieran y expresaran todo su ser a través del poderoso medio que es la música». Fue una tesis similar que la de The Advocate, que afirmó que hay «un montón de canciones sobre sentirse atraído tanto por hombres como por mujeres» y dio 29 ejemplos, algunos de los cuales que llegan a lamentarse sobre los problemas específicos de la bisexualidad. Algunas de estas cancione son de artistas heterosexuales.

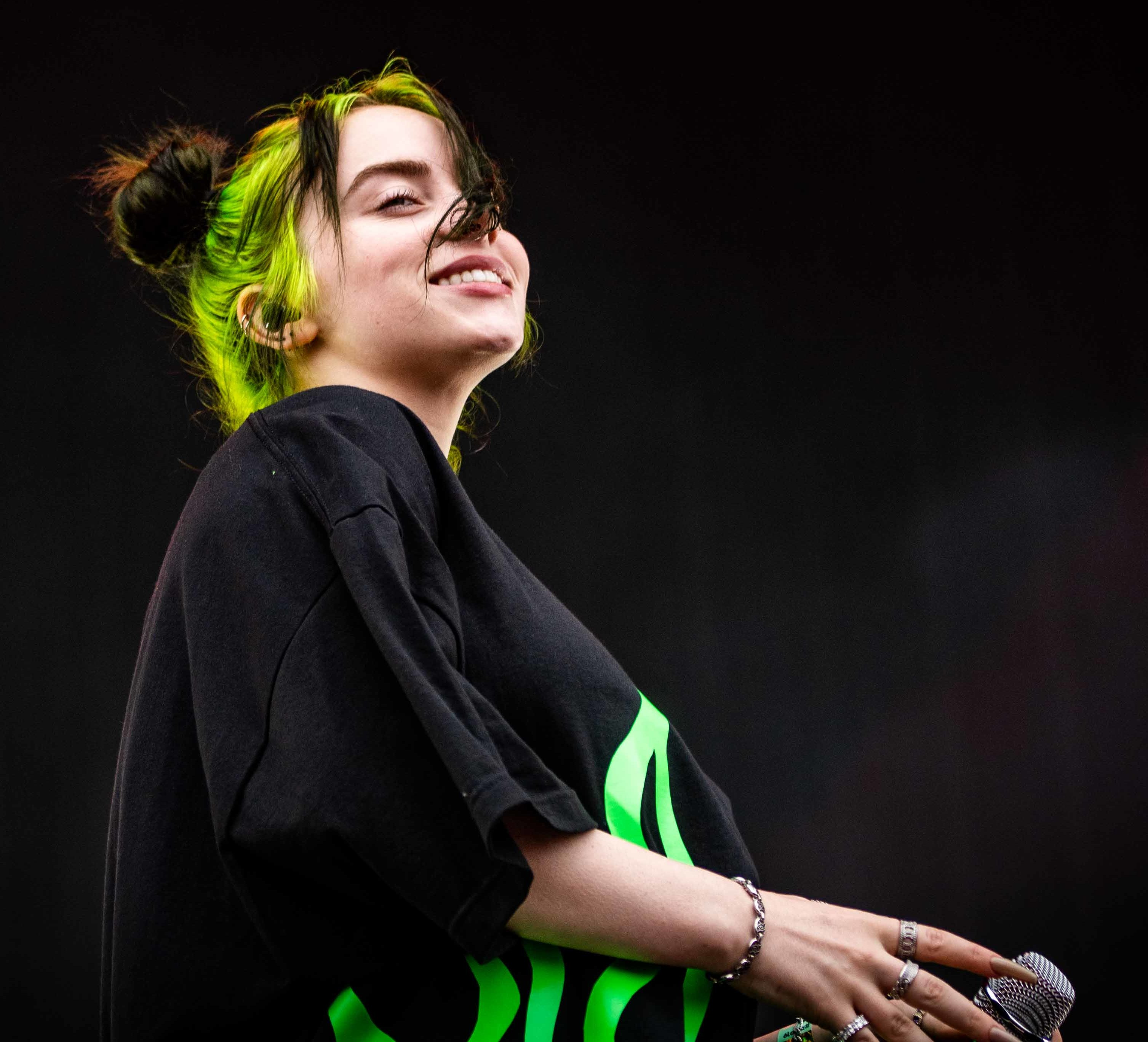
Billie Eilish en un concierto de 2019.

The Advocate y pride.com destacaron varias canciones de música pop sobre la bisexualidad, entre las que destacan John, I'm Only Dancing (1972) de David Bowie, Girls / Girls / Boys (2013) de Panic! at the Disco, Cool for the Summer (2015) de Demi Lovato, Take Me on the Floor de The Veronicas (2008), Poker Face (2008) de Lady Gaga, y Pretty Boys and Pretty Girls (1988) de Book of Love.

## Literatura

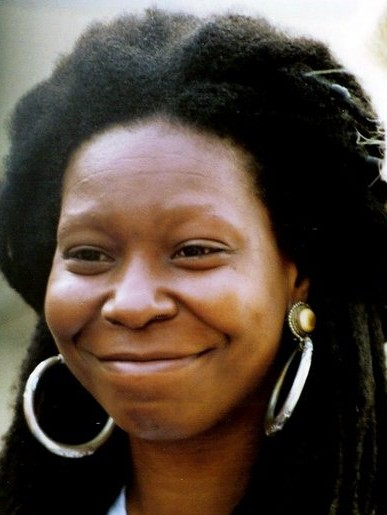
Whoopi Goldberg, que interpretó a Celie Harris.

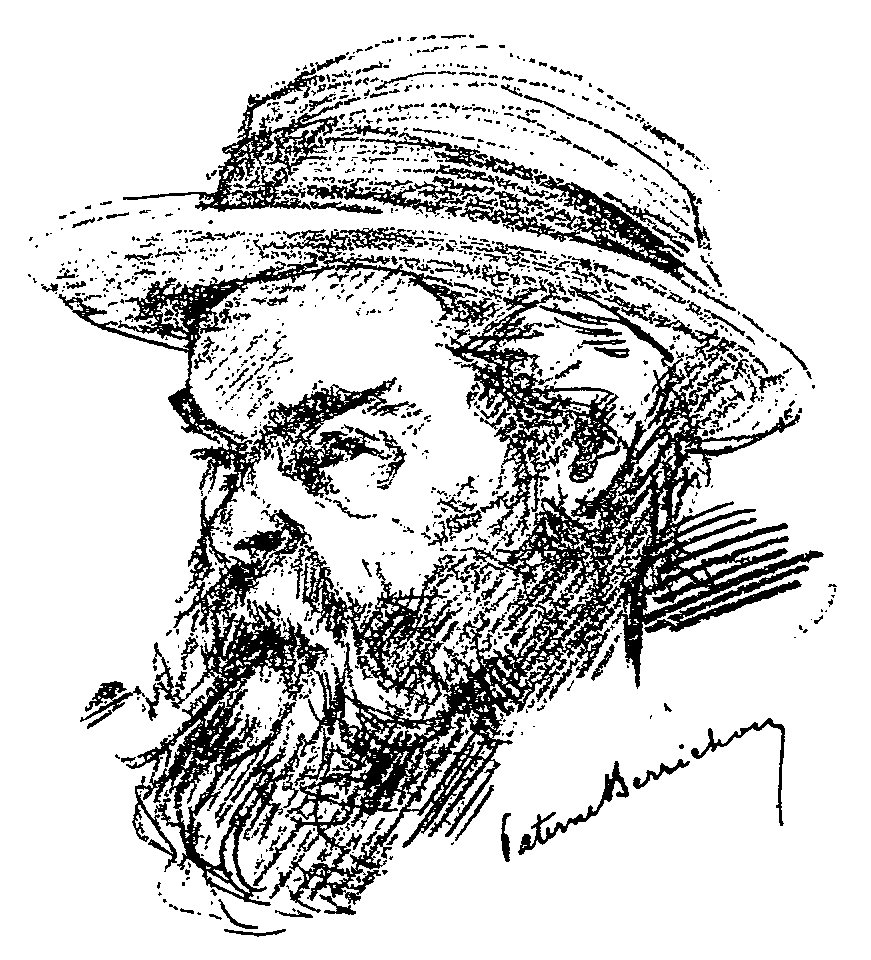
Boceto de Paul Verlaine.

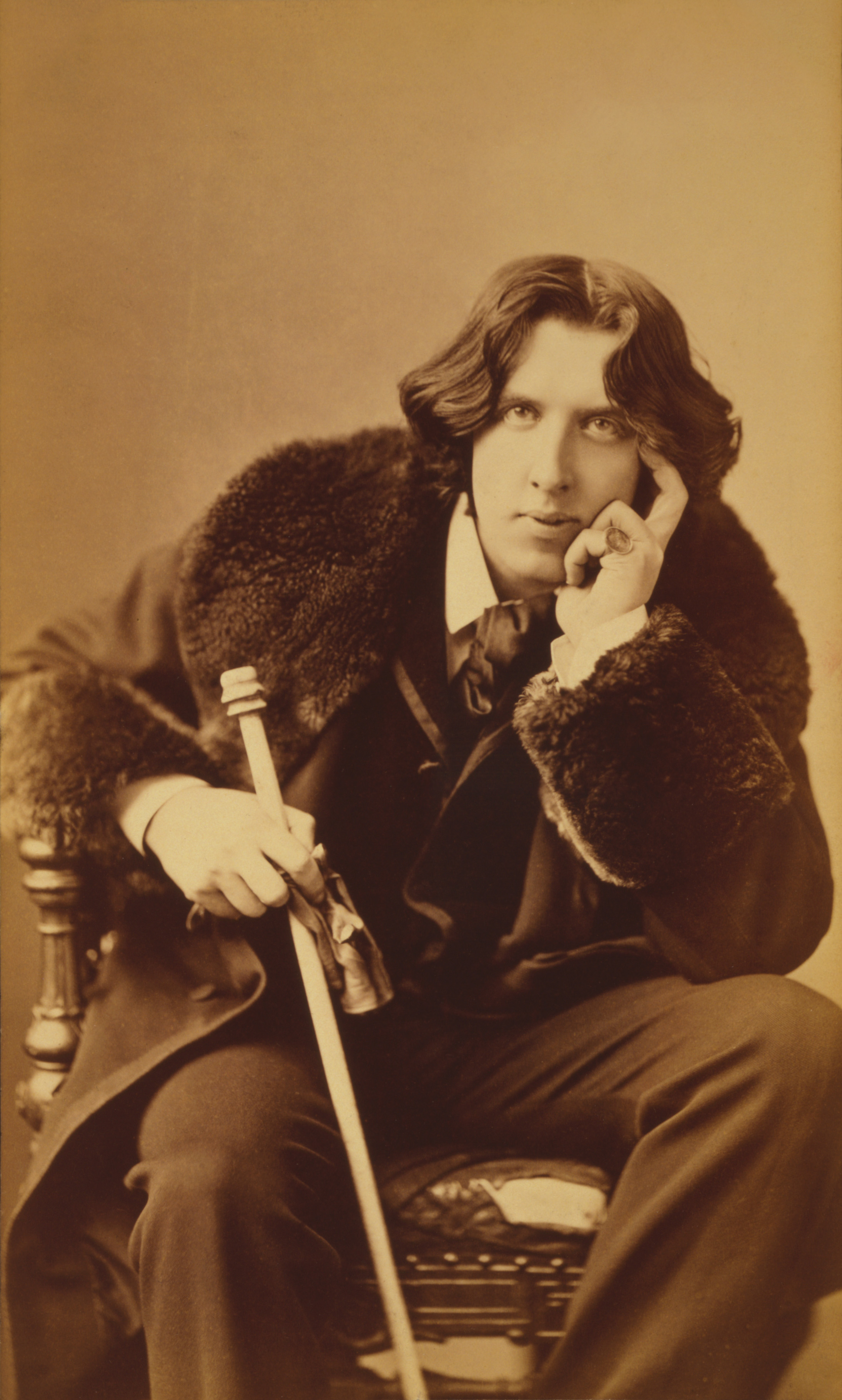
Retrato fotográfico de Oscar Wilde, autor de El retrato de Dorian Gray.

Donald E. Hall en la ya desaparecida enciclopedia glbtq.com se centró ampliamente en la literatura bisexual, señalando que si bien las experiencias bisexuales aparecen en toda la literatura, a menudo los críticos parecen no darse cuenta. En los casos en los que hay una presencia explícita o implícita de actividad erótica, se toma el personaje con otro personaje se considera como evidencia de su «orientación sexual primaria». De esta forma, toda actividad con alguien del sexo opuesto vuelve al personaje heterosexual y toda actividad sáfica o aquileana le vuelve homosexual, basando binarismo de género, lo que lleva a borrado bisexual y no-binario.
Hall pretendía luchar contra esta tendencia destacando en primer lugar las teorías específicas sobre la bisexualidad planteadas por Sigmund Freud, Wilhelm Stekel y Fred Klein para establecer que la bisexualidad existía entre los antiguos griegos y romanos, con menciones en obras de «Homero, Anacreonte....Píndaro, [...] Plutarco, Cicerón y Catulo», junto con referencias en el Satyricon de Petronio y en la «vida y obra de Safo». El proyecto también señalaba temas bisexuales en sonetos de William Shakespeare y Christopher Marlowe, en las actividades de la escritora francesa Madame de La Fayette, la poetisa inglesa Katherine Philips y en los escritos de Lord Byron. Obras eróticas de la literatura victoriana angloparlante como The Adventures of a Schoolboy (1866) y My Secret Life (1888) fueron señaladas por tener temas bisexuales.
Hall también señaló al protagonista epónimo en Mademoiselle de Maupin (1835) como «explícitamente bisexual» junto a las aventuras amorosas de Paul Verlaine, las obras de Walt Whitman, la poesía de Emily Dickinson y las obras de Oscar Wilde.
Además, señaló que las obras de principios del siglo XX giran en torno a la idea de una «verdadera» identidad heterosexual u homosexual, incluso dentro de obras con personajes bisexuales como Maurice (1914), El pozo de la soledad (1928) y Orlando (1928). Según Hall, esto se debe a que la bisexualidad aparecía en esta literatura como un «estado de tortura y de tensión», citando muchas novelas de D. H. Lawrence, mientras que novelas posteriores como Brideshead Revisited (1945) y La habitación de Giovanni (1956) presentaban la bisexualidad como una fase que los personajes deben superar como parte de una crisis de personalidad.
En contraposición, según esta compilación, estaban la última parte de La ciudad y el pilar de sal (1948), varias obras de la novelista francesa Colette, la novela de ciencia ficción La mano izquierda de la oscuridad (1969), Woman on the Edge of Time (1976), El color púrpura (1982), así como en las obras de Hélène Cixous y Kate Millett. Además, los relatos cortos de Paul Bowles, Ancient Evenings (1983), The Man Who Fell in Love with the Moon (1991), las «obras de David Leavitt y del poeta Gavin Dillard». Todas estas contienen representación bisexual positiva. Por último, Hall concluyó con un llamamiento a la acción:
...la visión de sobre la sexualidad se ha reconfigurado desde mediados del siglo XX, de modo que ya no es imposible encontrar una validación para los bisexuales en la literatura y los movimientos sociales. La idea desde la década de 1990 de una identidad "queer" con un significado amplio [...] ha sido bien recibidas por muchos miembros de las comunidades en cuestión, a pesar de que otros se hayan resistido a cualquier revisión de las nociones de identidad más rígidas y binarias [...] Pero las designaciones simplistas de todos los seres humanos como fundamentalmente heterosexuales u homosexuales son claramente tan opresivas para algunas personas como lo ha sido la homofobia institucionalizada para gays y lesbianas [...]. Al reconocer los intereses únicos de la comunidad bisexual, así como las numerosas formas en que dichos intereses se entrecruzan con los de las comunidades gay y lesbiana, podemos llegar a comprender mejor la historia social y el rico patrimonio de tradiciones y representaciones literarias que [...] desafían las categorías estrechas, tradicionales y opresivas a través de las cuales la sociedad identifica, y por tanto juzga, a las personas.

Esta mejor también es visible en representaciones bisexual de novelas como Fetish Girl (1972), de John Glassco,la novela de Jane Ransom, Bye-Bye,Little Children de Tom Perrotta,las novelas October Daye de Seanan McGuire,la chica que soñaba con una cerilla y un bidón de gasolina de Stieg Larsson.Kusher, en un post en su Tumblr confirmó que uno de los personajes de la novela era bisexual.
En lo que respecta la literatura en castellano, la bisexualidad es uno de los temas principales de la novela La regla de tres de Antonio Gala, publicada en 1996 donde el protagonista, un escritor de mediana edad entabla una relación simultánea con Asia, una mujer de su edad y con su joven marido Leo. La novela tuvo una buena recepción por parte del público pero sería criticada por críticos como Luis de la Peña, que la decribió como superficial e inverosímil en una reseña para El País.

## Anime

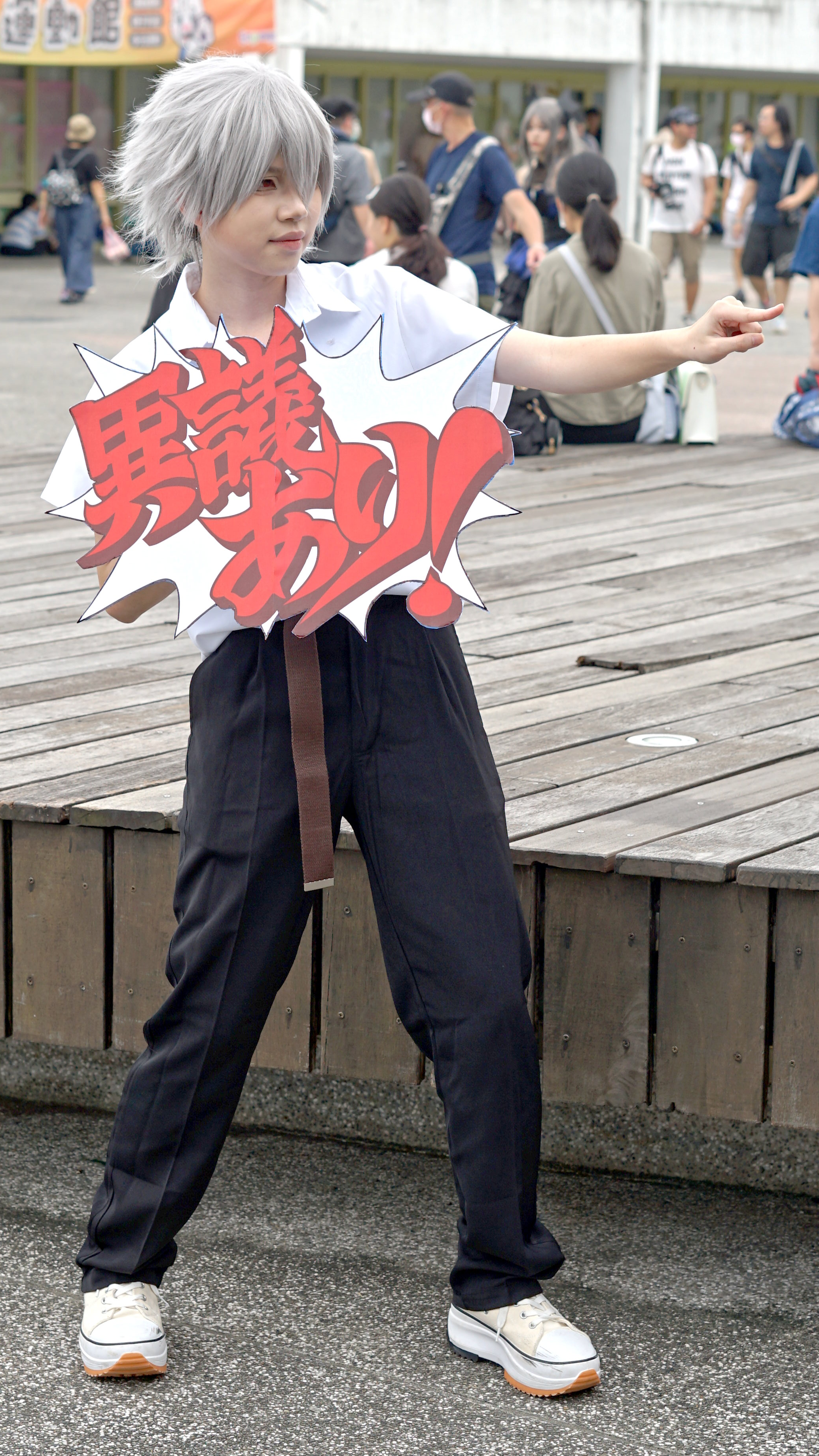
Cosplayer vestido como Kaworu Nagisa, interés amoroso de Shinji Ikari.

Isaiah Jones de Comic Book Resources explicó en 2019 que en el mundo del anime había muchos personajes bisexuales.A continuación, Jones enumeró diez personajes bisexuales en distintos animes, desde finales de la década de 1990 hasta la actualidad. Esto incluía a Utena Tenjou en Revolutionary Girl Utena (1997), Honoka Maki en Kiznaiver (2016), Ranka en Ouran High School Host Club (2006), Yukari Sendou en Rosario + Vampire (2008), Suruga Kanbaru en Monogatari (2009-2012), Pitohui en Sword Art Online Alternative Gun Gale Online (2018), Miku Izayoi en Date A Live II (2014), Apollo en Dungeon ni Deai o Motomeru no wa Machigatteiru Darō ka (2015-actualidad), Ertegun en Carole & Tuesday (2019), y Ash Lynx en Banana Fish (2018). Sin embargo, Megan Peters, de Comic Book, declaró en 2018 que «Pitohui nunca ha reconocido su preferencia sexual», lo que significa que el canon está «totalmente abierto»y algunos argumentaron que Ertegun es un «imbécil total» que solo actúa por interés.
Debido al hecho de que el creador de la serie, Kunihiko Ikuhara, intentó expresar temas queer y feministas en Revolutionary Girl Utena, algunos calificaron la serie de pionera.Algunos personajes son lesbianas y otros son bisexuales, como Utena Tenjou, un príncipe travestido y su amiga (y amante) «Rose Bride» Anthy Himemiya.Ryouji Fujioka (también conocido como Ranka), el padre de la protagonista Haruhi Fujioka, fue elogiado como pionero por Angela Goulene de CBR por ser un padre queer. Goulene destacó que Ranka es un travesti que actúa como drag queen, lo cual es aceptado como normal por su madre, que se preocupa por su propia hija. Dice además que, a pesar de sus defectos, es un «padre atento y cariñoso». Afirma que la serie debería ser aplaudida por la «normalidad con la que se abordan la homosexualidad y el travestismo en la serie».Ranka también trae amantes masculinos a casa, tiene amigos travestis y afirma ser bisexual.
Hay que destacar también la bisexualidad de Shinji Ikari, protagonista de Neon Genesis Evangelion (1995). Este pasa de estar interesado por sus compañeras, Rey Ayanami y Ashuka Langley, a tener una relación aquileana con un ángel llamado Kaworu Nagisa. En el manga, que también esta hecho por el creador original Hideaki Anno, aparece el beso de estos dos. Otro peronaje secundario, Kaji, también se presenta como abiertamente bisexual.

## Dibujos animados

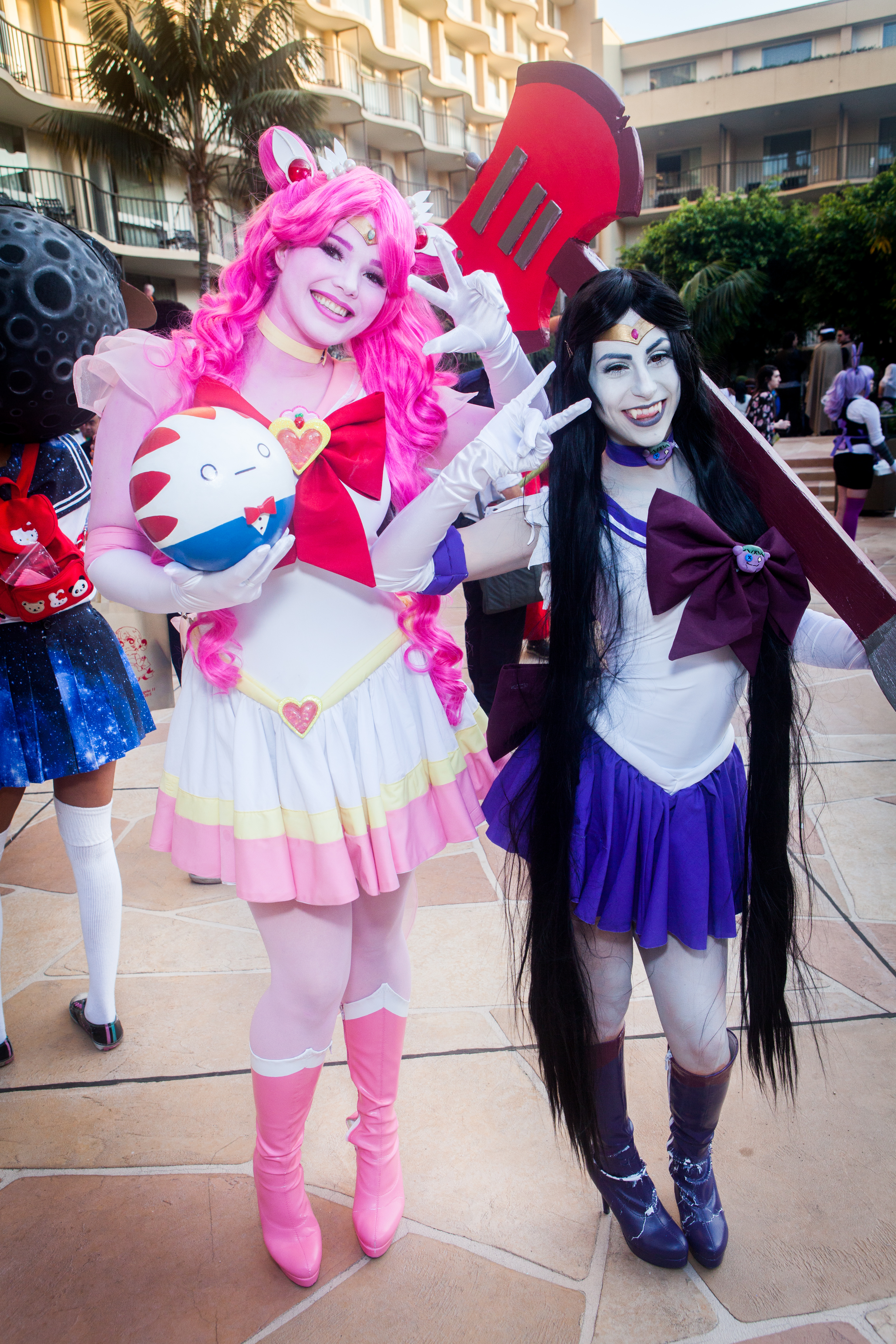
Cosplay en Anime LA 2015 de Marceline y la Princesa Chicle.

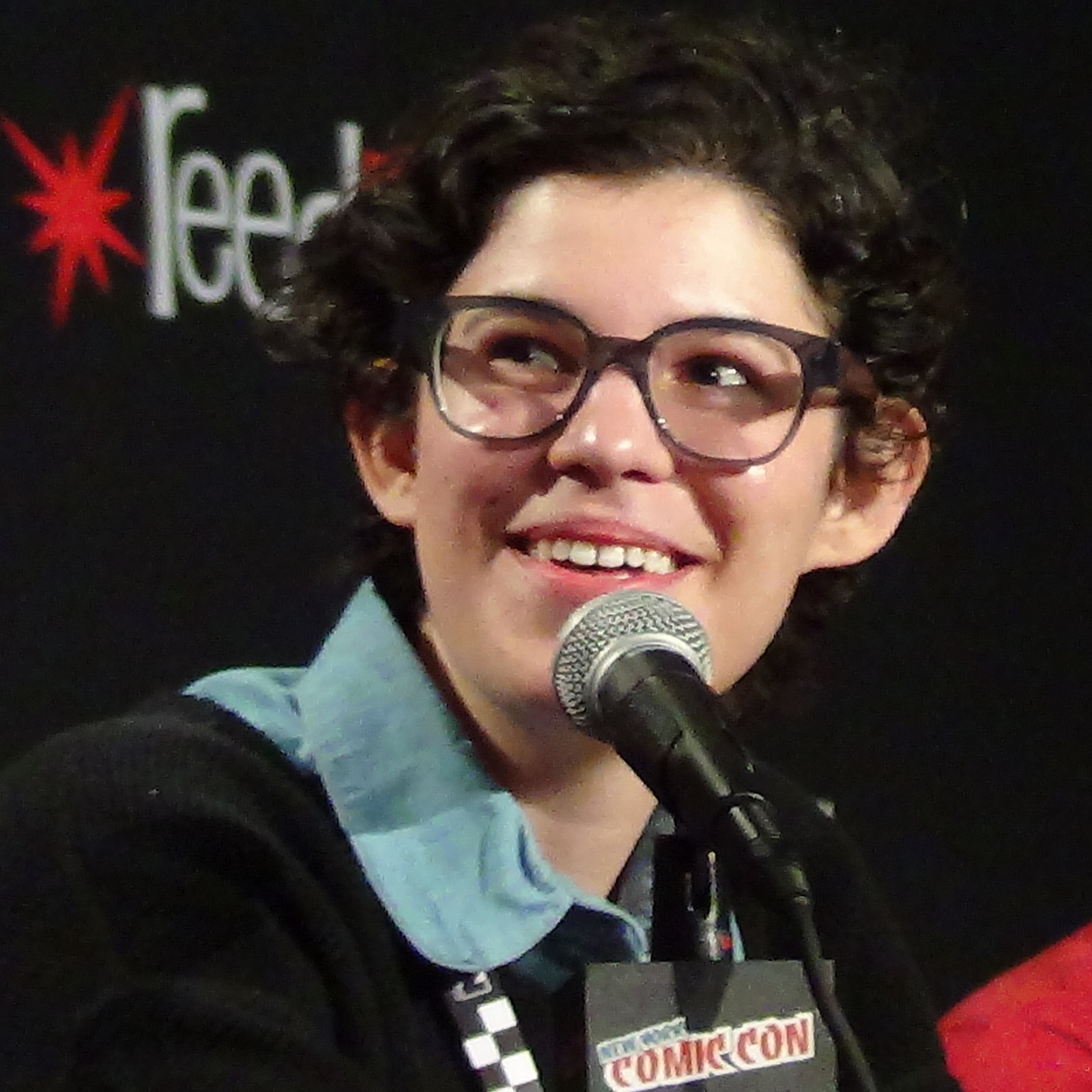
Rebecca Sugar, bisexual y guionista de Adventure Time.

En 2020, orgullo.com habló de varios personajes de la animación occidental a los que consideran «iconos bi».Esto incluye a Stewie Griffin en Padre de familia (1999-actualidad), Roger en American Dad! (2005-Actualidad), Pam Poove y Sterling Archer en Archer (2009-actualidad), Bob en Bob's Burgers (2011-actualidad) y Rick en Rick y Morty (2013-actualidad), que son siete personajes muy conocidos a partir de series de animación para adultos. El artículo también mencionaba a Korra en la serie de animación para todos los públicos La leyenda de Korra (2012-2014).
En agosto de 2020, Rebecca Sugar confirmó que Marceline la Reina Vampiro de Hora de Aventuras (2010-2018) era bisexual después de que muchos espectadores le preguntasen al respecto en función de la forma en que el personaje interacciona con otros. Sugar señaló que nunca antes había pensado al respecto, y la reacción de la comunidad fue una «revelación» para ella.Más adelante se revelaría que Marceline tuvo una relación sáfica con la Princesa Chicle, con la que acaba besándose en el último episodio de la serie
En el clásico disney Mulan (1998), el joven oficial Li Shang comienza a enamorarse de la protagonista mientras que esta se traviste para servir en el ejército chino en el lugar de su padre. Más tarde, descubre la identidad secreta de Mulan pero Li Shang continuará enamorado, casándose finalmente con ella. El actor de doblaje ha descrito su sexualidad como «fluida» y otros espectadores le han descrito como un «icono bisexual».

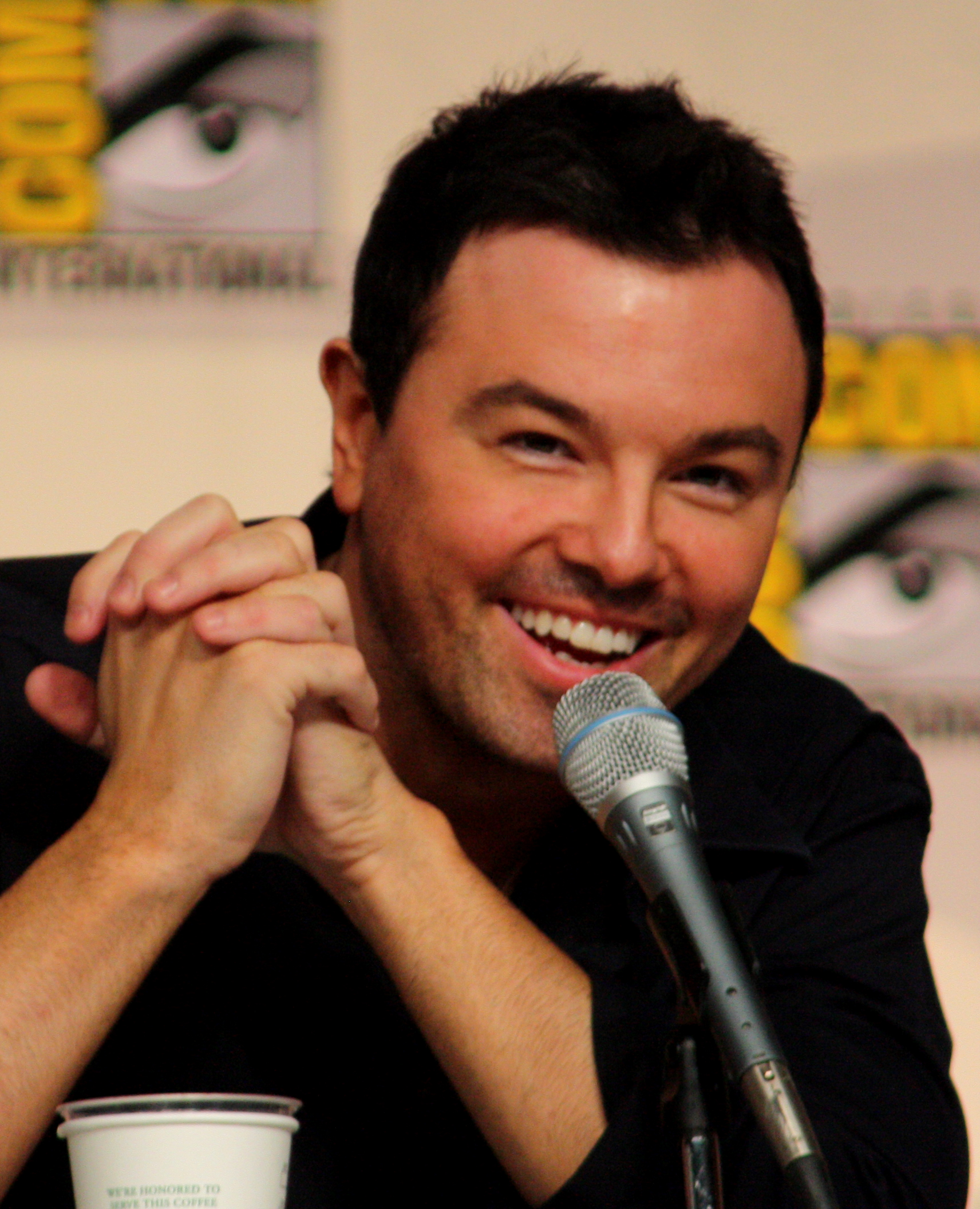
Seth MacFarlane, guionista de Family Guy.

En el comentario de Stewie Griffin: La historia jamás contada, los guionistas explican que pensaban hacer que Stewie descubriera que era gay.

Tuvimos un episodio que llegó hasta la fase de guion en el que Stewie sí sale del armario. Tenía que ver con el acoso que sufría por parte de otros chicos en el colegio. Acaba retrocediendo en el tiempo para evitar que se escriba un pasaje del Levítico: 'No te acostarás con varón como con mujer. Es una abominación'. Pero decidimos que era mejor mantenerlo vago, lo que tiene más sentido porque es un niño de un año. Al final, Stewie será gay o un heterosexual reprimido muy infeliz
Seth MacFarlane en una entrevista con Playboy

La abrupta cancelación de la serie impidió que MacFarlane terminase la tercera temporada con Stewie saliendo del armario. El episodio Queer Is Stewie? se hizo, pero jamás sería emitido.
En La leyenda de Korra, serie de la cadena Nickelodeon, tanto la protagonista, Korra, como Asami Sato son ambas bisexuales. Estas dos comienzan por estar interesadas románticamente en el mismo hombre, pero tras dejar a un lado sus sentimientos, consiguen hacerse amigas. A lo largo de la serie, su relación se fortalece hasta culminar en la escena final, que indicaba el inicio de una relación romántica entre Korra y Asami. Los creadores confirmaron más tarde que la intención de la escena final era mostrar a Asami y Korra convirtiéndose en una pareja romántica. La serie fue alabada por su representación sin precedentes de la bisexualidad en la televisión infantil estadounidense, así como por su representación de una relación del mismo sexo entre mujeres bisexuales. Se puede se señalar también que, al igual que en el caso de Hora de Aventuras, las comunidades de fanes habían considerado la posibilidad de esta unión, a la que se referían como «Korrasami».En material posterior y sobre todo en la novela gráfica The Legend of Korra: Turf Wars, se revela que Korra y Asami mantienen una relación romántica tras el final de la serie.

## Videojuegos

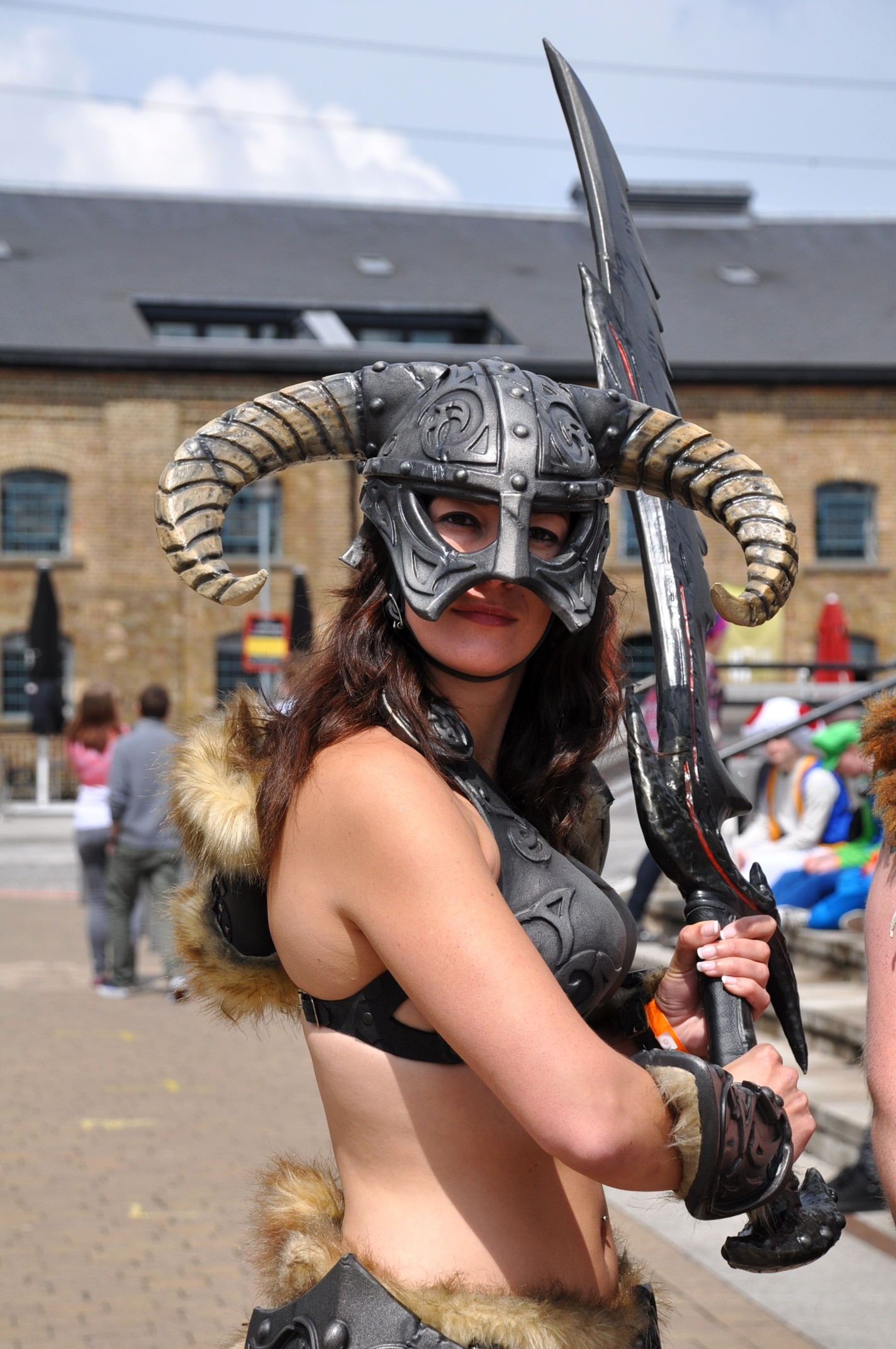
Cosplay del universo de The Elder Scrolls.

En junio de 2017, Sean Murray, de The Gamer, señaló que, aunque muchos videojuegos de principios de la década de 2000 tienen personajes homosexuales, la bisexualidad se mantuvo prácticamente ausente en los videojuegos hasta la década de 2010, en la que empiezan a aparecer «diferentes opciones de romance» a partir de las cuales el jugador puede elegir con que intereses románticos tener relaciones.
Entre ellos, Jacob Frye en Assassin's Creed Syndicate (2015), Kelly Chambers en Mass Effect 2 (2011), Axton en Borderlands 2 (2012), Trevor Philips en Grand Theft Auto V (2013), Vamp en Metal Gear Solid 2: Sons of Liberty (2001), Javier García en The Walking Dead (videojuego) (2012), Tatsuya Suou en ambos Persona 2 (1999 y 2000), Kanji Tatsumi en Persona 4 (2008), Rhajat en Fire Emblem Fates (2015), Max Caulfield en Life Is Strange (2015), y Mae en Night in the Woods (2017). Murray también mencionó la bisexualidad de todos los personajes de The Elder Scrolls V: Skyrim (2011) y Fallout 4 (2015) así como al personaje jugador de Fable II (2008), un protagonista de Saints Row: The Third (2011) y finalmente Astarion en Baldur's Gate III (2023). Además, en Fallout New Vegas, el jugador puede usar dos perks que otorgan nuevas opciones de diálogo y causan mayor daño a personajes femeninos o masculinos en función de la orientación sexual.

## Prensa
Se ha notado muy poco interés por parte de la prensa escrita al respecto de la bisexualidad, que incluso en comparación con otras identidades LGBT que han ganado más atención positiva y negativa en tiempos recientes, como la transexualidad, sigue siendo estando muy ausente. Esta invisibilidad causa también que las pocas apariciones del término sean comúnmente asociadas a estereotipos y desinformación.
En 2005, un estudio que afirmaba que los patrones de la mayoría de hombres que se declaran bisexuales eran muy similares a los de hombres homosexuales, siendo la conclusión que esos hombres tenían miedo de salir completamente del armario. Estas conclusiones serían rebatidas posteriormente, pero no antes de que diversos periódicos se hicieran eco de la noticia.
Un estudio de 2023 analizó las noticias relativas a la bisexualidad masculina en diversos periódicos mexicanos. Las conclusiones indicarían que la bisexualidad masculina se caracteriza por una menor visibilidad que otras orientaciones e identidades sexuales y la idea misma de una masculinidad no heterosexual aparece siempre como algo secundario en comparación con las masculinidad hegemónica. Las conclusiones con más bien negativas y señalan una representación muy insuficiente de esta orientación, notando que: 

la invisibilización es un factor determinante en la reproducción del imaginario distorsionado de la bisexualidad (mediante los mitos y los estereotipos) y a su vez favorece la discriminación, la degradación y la estereotipación.

Los autores se encuentran con una gran cantidad de prejuicios ofensivos (hipersexualidad, confusión, etc) y con que las noticias se caracterizan por transmitir información deshumanizante. Sin embargo, también indica un aumento de las publicaciones que hablan de la bisexualidad masculina durante los años 2016-2019, un cambio que el autor explica como una cosecuencia de avances legales de lucha contra la discriminación simualtaneos. También señala que cuando un periódico trata el tema suelen ser ser autoras mujeres en periódicos con una línea editorial de izquierdas quienes escriben al respecto.

## Cómics

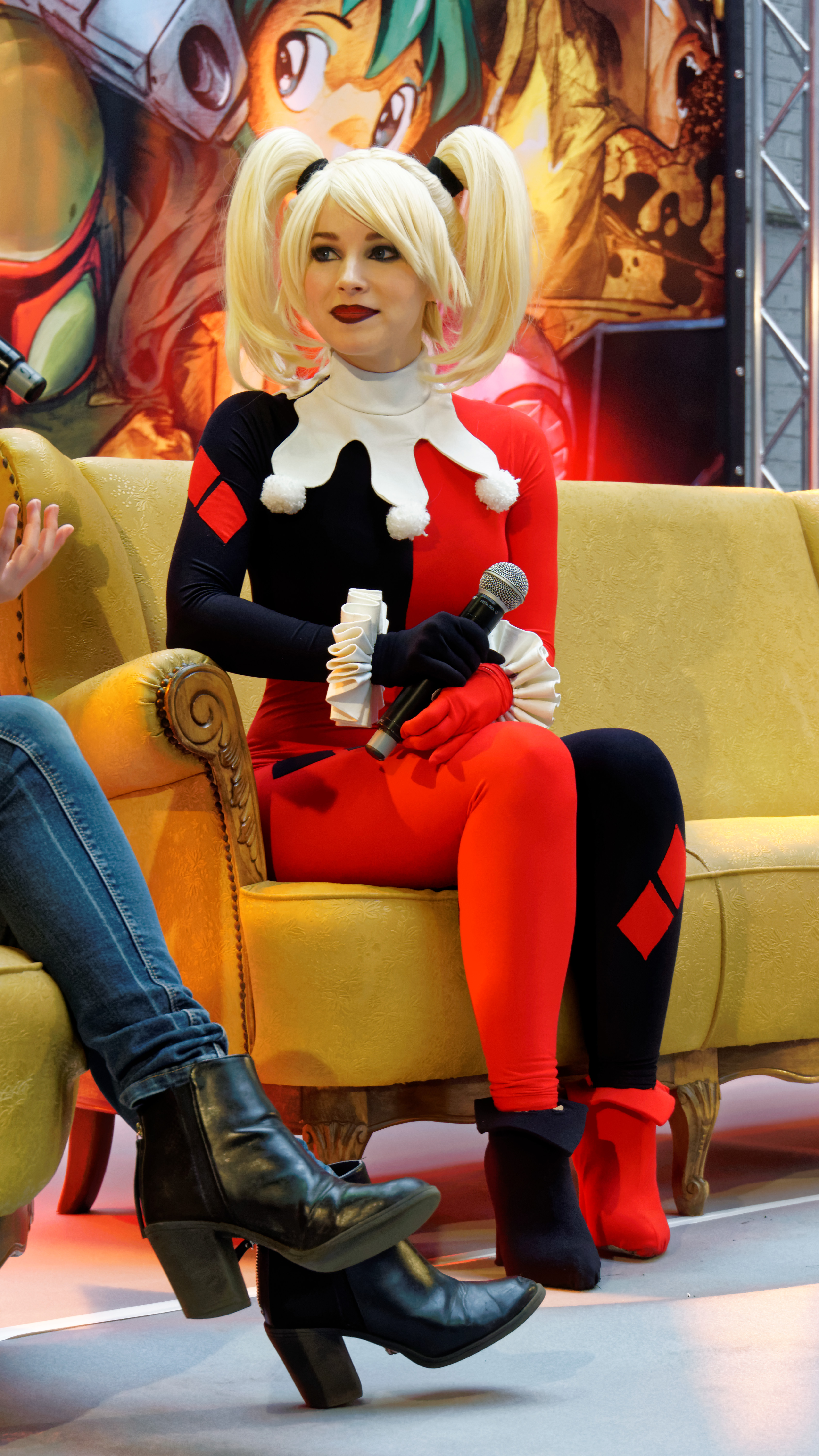
Cosplay de Harley Quinn.

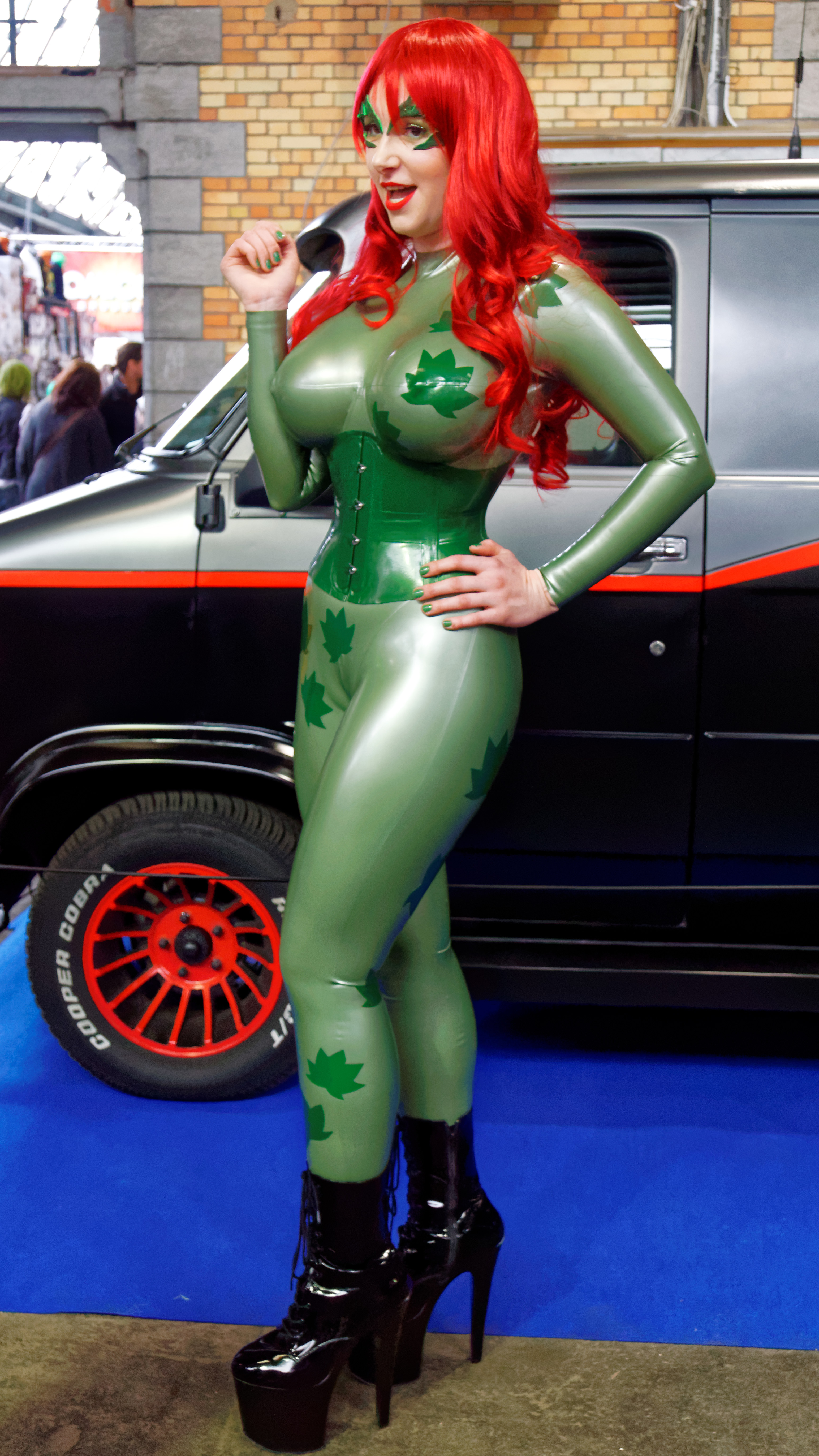
Cosplay de Hiedra Venenosa.

Los cómics y los webcómics han presentado numerosos personajes bisexuales a lo largo de los años. Esto incluye personajes como Mystique (en X-men), Loki y Valkyrie en Marvel Comics e incluso Wonder Woman de DC, que fue confirmada como bisexual en una entrevista de septiembre de 2016 con el guionista de cómics Greg Rucka. A pesar de que la revista The Mary Sue defiende que Loki no sería de género fluido o bisexual en el canon de Marvel, Loki aparece como bisexual en el libro Loki: Agente de Asgard, así como en la serie de televisión de Loki. Esto sería confirmado por la directora de la serie, Kate Herron y por otras fuentes como género fluido.
Screen Rant publicó un artículo sobre los personajes de Marvel que están confirmados como bisexuales así como los que los fanes han especulado que lo puedan ser. Afirmó que Deadpool y Tony Stark son bisexuales en el canon. Peter Parker, Sam Wilson de Falcon, Carol Danvers, Bucky Barnes y Steve Rogers de Capitán America podrían ser bisexuales, pero esto no ha sido confirmado. En el caso de Parker, lleva habiendo fan-fictions que le haría bisexual desde al menos 2002.
Por otro lado, The Geekiary apuntó a más personajes de DC Comics matizando de que los personajes que enumeraron probablemente caían bajo el término de «pansexual» como John Constantine y Catwoman,Harley Quinn, Poison Ivy, Jericho, Jeanette, Daken, Shatterstar, y Homelander. Daken, como señaló un escritor del personaje, seduce regularmente a hombres y mujeres como una estrategia y la autora, Marjorie Liu, lo describiría como «no más homosexual de lo que es heterosexual», añadiendo que «es una cuestión de poder» para Daken.
En 2020, un nuevo cómic de Guardianes de la Galaxia, de Marvel Comics presentó al personaje Peter Quill, también conocido como Star-Lord, que tiene una «relación bisexual poliamorosa».

## Radio y series de internet
Guiding Light, creada como un programa de radio en 1937 y adaptada a la televisión en 1952, es la serie de televisión más antigua del mundo con personajes bisexuales; Olivia Spencer y Natalia Rivera Aitoro. Olivia aparece por primera vez en 1999 y Natalia en 2007 y las dos mujeres se dieron cuenta de que eran bisexuales al comenzar una relación sáfica en 2008.
En 2011, el presentador y cantautor Tom Robinson, en BBC Radio 4, exploró el tema de la bisexualidad.
Algunos podcasts también tienen personajes bisexuales y hablan de la bisexualidad. Bisexuali-tea, presentado por Rin Ryan y Sasha Fernandez, y producido por AWOL en American University, es un podcast quincenal en el que se discuten «diversos temas relacionados con la vida LGBTQ+ en la universidad».
Hello Good Bis!, presentado por Rose y Annie, trata de proporcionar contexto sobre «la experiencia bisexual», a través de testimonios, historias personales y consejos.
En 2018, Mark Bryant de The Bright Sessions, utiliza el término bisexual, muestra interés romántico tanto por hombres como por mujeres y decide ir con un chico al baile de graduación.Mientras que Barry y Darla Abiatti en The Blood Crow Stories son ambos bi.
Desde octubre de 2009, hay una «webisodio»t de temática bisexual conocido como A Rose By Any Other Name que se estrenó en YouTube y fue dirigido por el director de cine independiente y defensor de los derechos bisexuales Kyle Schickner, de Fencesitter Films.La trama de la serie gira en torno a una mujer identificada como lesbiana que se enamora de un hombre heterosexual, y pasa a darse cuenta de que en realidad es bisexual, así como de la reacción tanto de sus amigos como de los amigos de su novio.
Rager Antinian en Hero Squad: Under the Dragon's Shadow confirmó que era bi/pan en el Episodio 6, cuando dijo estar «dispuesto a todo» y ser «muy curioso» en referencia a seducir a un personaje masculino.La serie KTHNXBI sigue la vida cotidiana de dos personajes bisexuales: Ben y Emily y Vax'ildan en Critical Role, lo cual fue confirmado por Liam O'Brien en un encuentro con fanes.Lo mismo ocurre con Allura Vysoren interpretado por Matthew Mercer en Talks Machina.
Además, Panic Grimtongue y Greckles Birdman en The Unexpectables son bisexuales. Panic tiene varios intereses amorosos, principalmente masculinos. Greckles se siente atraído por el personaje Remy Corbeau. Ambos personajes contrataron acompañantes masculinos y femeninos en el episodio 26.